# Зарудный, Сергей Иванович
Серге́й Ива́нович Зару́дный (17 [29] марта 1821, Харьковская губерния — 18 [30] декабря 1887, близ Ниццы) — русский правовед и государственный деятель, один из главных организаторов судебной реформы 1864 года, переводчик; отец художницы Екатерины Зарудной-Кавос и адвоката Александра Зарудного. Тайный советник (1864), сенатор (1869).

## Биография
Братья Сергей и Митрофан Зарудные происходили из старинного, но обедневшего малороссийского дворянского рода. С 14 лет предоставленный самому себе, Зарудный почти без учителей подготовился к поступлению в университет, испытывая порой сильную материальную нужду. В 1842 г. Зарудный закончил физико-математический факультет Императорского Харьковского университета со степенью кандидата.
Приехав в Петербург, он предполагал поступить на работу в Пулковскую обсерваторию, но вместо этого попал на службу в министерство юстиции. Первая бумага, которая была скреплена Зарудным, касалась судебной реформы: это был циркуляр, разосланный по судебному ведомству с предложением предоставить замечания о недостатках действующего гражданского судопроизводства в связи с предположениями его преобразования. Скоро в министерство стали поступать замечания судебных практиков. Начальство, не прочитывая их, пересылало во II отделение Собственной канцелярии, но Зарудный живо ими заинтересовался. Юрист-самоучка был поражен новыми явлениями, впервые открывавшимися перед ним. Важнейшие из замечаний он списывал для себя и много думал над ними. Это была первая юридическая школа для Зарудного, более плодотворная, чем преподавание юридических наук в университете.
Зарудный стал знакомиться с иностранной юридической литературой и законодательством, а во время частых поездок за границу — и с судебной практикой. В 1849 году он был назначен юрисконсультом, потом старшим юрисконсультом консультации Министерства юстиции и скоро выдвинулся своеобразным отношением к делу. Он обращался к историческому методу для уяснения смысла законов; отдельные казусы старался свести к общим принципам; стремился к возможному смягчению устарелых законов, например, по вопросу о наследовании женщинами; в противоречивую практику консультации стал вводить единство и последовательность и создал вокруг себя целую школу практической юриспруденции.
Доклады Зарудного как по силе и стройности аргументации, так и по изяществу формы бросались в глаза, так что по поводу одного из них (о землях г. Смоленска, 1852) у министра юстиции В. Н. Панина, человека необыкновенно сухого, вырвалось невольное замечание: «если бы я раз в жизни написал такой доклад, то считал бы, что жизнь моя прожита не напрасно».
В 1852 году при II отделении министерства был образован комитет для составления проекта гражданского судопроизводства; его делопроизводителем был назначен Зарудный, но он мог внести в проект лишь самые несущественные технические улучшения, не смея по тому времени и думать не только о гласности, но даже об устности процесса. В 1856 г. Зарудный был назначен делопроизводителем комиссии князя В. И. Васильчикова, учрежденной для раскрытия злоупотреблений в интендантстве Южной и Крымской армий во время Крымской войны. Посетив с этой целью Николаев, Одессу, Симферополь, Севастополь, Ялту, Херсон и другие города, Зарудный мог убедиться, в каком ужасном виде находились повсеместно управление и суд благодаря неограниченному произволу администрации и безгласности общества.
Пробыв по возвращении в Санкт-Петербург с полгода за обер-прокурорским столом, Зарудный в 1857 г. был назначен по предложению государственного секретаря В. П. Буткова помощником статс-секретаря Государственного совета. Бутков, обновляя своё ведомство свежими силами, остановился на Зарудном, как на знатоке гражданского судопроизводства, проект которого, составленный при его участии комитетом в 1852 году, уже поступил на обсуждение Государственного совета.
В высших сферах того времени необходимость радикальной переделки этого проекта была осознана не сразу. Ещё 16 ноября 1857 года было объявлено высочайшее повеление, которым Государственному совету запрещалось касаться вопросов о гласности и адвокатуре (также как и о суде присяжных). Решимость приступить к отмене крепостного права должна была, однако, отразиться и на всех других отраслях преобразовательной работы. Статс-секретарь князь Д. Оболенский, стоявший близко к великому князю Константину Николаевичу, выпустил литографированную брошюру, в которой резко нападал на проект Д. Н. Блудова как не соответствующий духу времени и предлагал просто перевести устный гражданский судебник, действовавший в Польше.
Против этой брошюры выступил Зарудный, благодаря которому среди членов Государственного совета стала крепнуть мысль о более широкой постановке вопроса судебной реформы. По мысли Зарудного было решено прежде всего выработать главные начала гражданского судопроизводства и для этого разослать предварительные заключения совета судебным практикам и специалистам, для представления замечаний. В поступивших замечаниях было много полезных указаний.

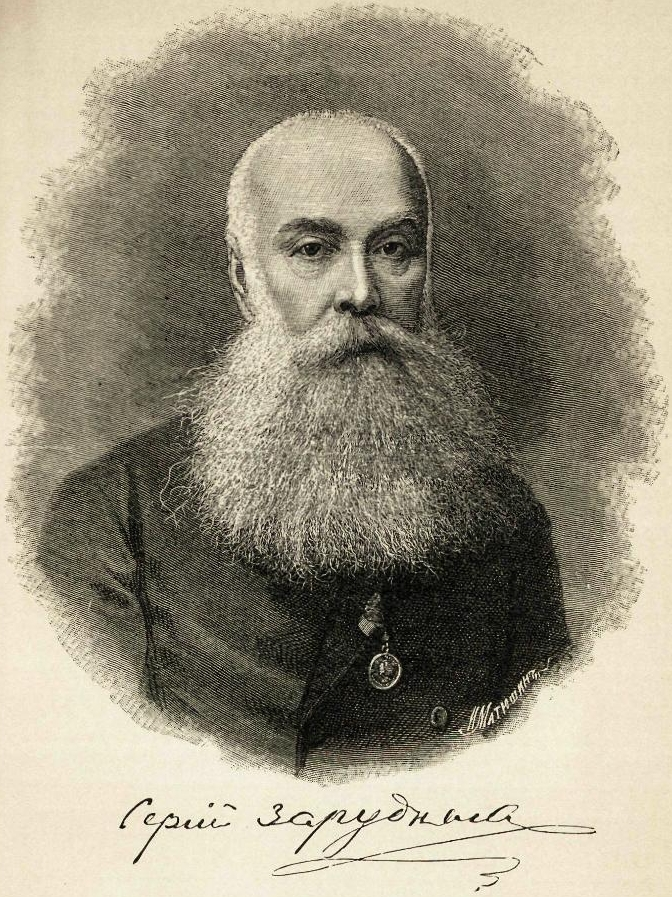
С. И. Зарудный

Зарудный предложил составить свод всех замечаний и в печатных экземплярах разослать членам Государственного совета. Благодаря этому многое, о чём прежде не позволялось и говорить, перестало казаться страшным и запретным. В проектах установлений уголовного суда и судоустройства, внесенных в 1860 году Блудовым в Государственный совет, появились и гласность, и отделение судебной власти от административной. В 1858 года Зарудный был направлен в заграничную командировку для ознакомления с местным судебным строем и написал 13 специальных статей по вопросам процесса, частично напечатанных в журналах (см. том IX «Дела о преобразовании судебной части в России»), и монографии «Охранительные законы гражданского права» и «Законы об отделении исполнительной власти от судебной» (т. XV «Дела»).
В этих работах Зарудный выступает против рабского копирования с французских образцов и полемизирует с мнительными рутинерами, считавшими несвоевременным введение в России судов по западноевропейскому типу. «Трудно думать, — говорит он, — чтобы люди где-либо и когда-либо были приготовлены для дурного и незрелы для хорошего. Правильный закон никогда не сделает зла; может быть, по каким-либо обстоятельствам, и даже по самому свойству закона нового он не будет некоторое время исполняем согласно с точным оного разумом, но гораздо вероятнее, что он тотчас пустит глубоко свои корни и составит могущественную опору спокойствия и благоденствия народа».
Как член учрежденной при министерстве внутренних дел комиссии, работавшей над организацией крестьянских мировых учреждений, Зарудный стоял за сохранение самоуправления крестьянской общины. 25 сентября 1860 года он был назначен в помощь В. П. Буткову при рассмотрении в Главном комитете положений о крестьянах. 7 января 1861 года Зарудный был назначен исполняющим должность статс-секретаря департамента законов, где докладывал вышеупомянутые положения. Бутков, извещая Зарудного о последовавшей высочайшей благодарности за труды по составлению положений 19 февраля добавлял, что ему «особенно приятно передать Высочайшую резолюцию Зарудному, как одному из деятельнейших участников в работе». Полученную им в то время золотую «крестьянскую» медаль Зарудный ценил выше всех других наград.
С 1861 года Зарудный получил, наконец, возможность осуществить свой давно лелеемый план полного судебного преобразования, построенного на рациональных основах. Он не раз говорил впоследствии, что если бы 19 февраля 1861 года не состоялось освобождение крестьян с землёй, то не были бы и утверждены судебные уставы 20 ноября 1864 года. Ловкий царедворец, обладавший необыкновенно тонким чутьем, В. П. Бутков был в это время в апогее своих либеральных увлечений. Его большим весом в высших сферах воспользовался Зарудный, чтобы подготовить почву для новой постановки вопроса о судебном преобразовании. В октябре 1861 года он составил для Буткова всеподданнейший доклад с указанием на затруднения, возникающие в Государственном совете при рассмотрении внесенных в разное время, не согласованных между собой проектов Блудова.
Согласно этому докладу 23 октября 1861 года последовало высочайшее повеление об образовании при государственной канцелярии комиссии для извлечения «главных основных начал» из проектов Блудова. Благодаря этой мере достигались три важные цели: 1) проекты из актов, находившихся накануне утверждения, превращались в простой законодательный материал, 2) становилось необходимым составление новых проектов и 3) отстранялся от руководства делом граф Блудов, хотя и склонный к уступкам, но по преклонному возрасту (ему было тогда 76 лет) неспособный направлять дело в его новом виде.
Комиссия к концу 1861 года закончила извлечение «основных начал», недостаточность которых именно благодаря этой работе стала совершенно очевидной. Князь П. П. Гагарин, заместивший Блудова в должности председательствующего в Государственном совете, в январе 1862 года получил высочайшее повеление, которым предписывалось «изложить в общих чертах соображения Государственной канцелярии и прикомандированных к ней юристов о тех главных началах, несомненное достоинство коих признано в настоящее время наукой и опытом европейских государств и по коим должны быть преобразованы судебные части в России».
Этим актом снимался запрет, до этого наложенный на суд присяжных и другие институты европейского судебного права, и открывалась возможность составить цельный, рациональный план полного судебного преобразования. Комиссия, душой которой был Зарудный, в полгода исполнила возложенную на неё задачу, представив строго согласованные, превосходные по богатству разработанного отечественного и иностранного материала «Соображения и основные положения о гражданском и уголовном судопроизводстве и о судоустройстве». В числе этих начал были: полное отделение власти судебной от законодательной и исполнительной, несменяемость судей, самостоятельность адвокатуры, решение уголовных дел судом присяжных, не исключая и дел политических и литературных.
Предложение члена комиссии Д. А. Ровинского заменить бессловесных сословных заседателей присяжными для решения по совести вопроса о виновности было особенно поддержано Н. А. Буцковским и Зарудным, представившим подробный исторический очерк суда присяжных и разбор мнений за и против (см. т. XVIII «Дела о преобразовании судебной части в России»; «Материалы» № 13 и 14). «Основные Положения», рассмотренные в Государственном совете, были высочайше утверждены 29 сентября 1862 года.
Зная, какую громадную пользу оказала крестьянской реформе сила общественного мнения, Зарудный настоял на том, чтобы названные положения не только были разосланы практикам для представления замечаний, но и опубликованы для всеобщего сведения. Для составления согласно «Основным Положениям» проектов судебных уставов была образована комиссия, распавшаяся на отделения гражданского судопроизводства, уголовного судопроизводства и судоустройства. Под председательством Зарудного находилось лишь отделение гражданского судопроизводства, но он с неутомимой энергией работал во всех отделениях. Просиживая ночи за корректурами, Зарудный выбивался из сил, чтобы его любимое детище появилось на свет как можно скорее и как можно совершеннее.
В 11 месяцев были составлены проекты судебных уставов, снабженные обширными объяснительными записками (около 1800 печатных страниц in-folio). Ближайший свидетель трудов Зарудного, В. П. Бутков, передавая ему 22 ноября 1864 года первый экземпляр только что напечатанных судебных уставов, в надписи на нём указывал, что «первый экземпляр по праву должен принадлежать Сергею Ивановичу, как лицу, которому новая судебная реформа в России более других обязана своим существованием».
Кроме упомянутых работ, в разных томах «Дела о преобразовании судебной части в России» имеются следующие работы Зарудного: 1) «Извлечение из доклада сардинского министра юстиции о преобразованиях гражданского судопроизводства», 2) «Правила об обязательной явке тяжущихся, в связи с монополией поверенных»; 3) «О реформах судопроизводства в Италии в 1862 г.»; 4) «Судебно-статистические данные о Харьковской губернии»; 5) «Законы о доказательствах по французскому гражданскому уставу»; 6) «Материалы для разработки вопроса об охранительном порядке производства»; 7-9) Переводы уставов гражданского суда Пьемонта (1854 г.), Венгрии (1852 г.) и законов судоустройства Пьемонта (1859).
После издания судебных уставов Зарудный принимал участие в составлении дополнительных к ним узаконений (об охранительном судопроизводстве и пр.) и был членом образованной при государственной канцелярии новой комиссии для выработки правил о введении в действие судебных уставов, на что им также было положено очень много труда. Большинство членов склонялось к мнению министерства юстиции, предлагавшего открывать новые судебные установления не сразу повсеместно, а постепенно, ссылаясь на практические затруднения; Зарудный же вместе с Н. А. Буцковским и О. И. Квистом, опасаясь предстоящего охлаждения к реформам, настаивал на единовременном введении уставов во всех земских губерниях с постепенным усилением состава судов.
Заканчивая работы по судебной реформе, Зарудный привёл в порядок обширный материал «Дела о преобразовании судебной части в России», разделив его на 74 тома (см. Опись этого дела, напечатанную в виде приложения к книге Джаншиева «Основы судебной реформы»), и передал несколько комплектов «Дела» в петербургские книгохранилища в архивы. Кроме того, он оказал большую услугу русской науке и судебной практике, напечатав в 1866 «Судебные уставы, с рассуждениями, на коих они основаны».
Это драгоценное издание стало настольной книгой для российских судебных деятелей. Об успехе его можно судить хотя бы по тому, что меньше чем за год разошлось его первое издание в количестве шести тысяч экземпляров. Когда после увольнения министра юстиции Д. Н. Замятнина изменилось и его отношение к судебной реформе, Зарудный противодействовал, насколько мог, новому течению, противопоставляя министерским проектам в качестве статс-секретаря департамента законов не предусмотренные законом, но вошедшие с 1862 года в обычай «соображения государственной канцелярии».
1 января 1869 года Зарудный в самом расцвете сил был назначен сенатором в один из старых департаментов. Удаление Зарудного из Государственного совета вызвало сожаление среди многих членов совета; князь П. П. Гагарин сказал ему на прощанье: «вы более других работали над уничтожением старого Сената — и попали в его развалины!». До самого конца жизни главный автор судебных уставов не был переведён в кассационные департаменты, в создании которых он играл такую выдающуюся роль.
По-прежнему горячо любя новые суды, Зарудный был выбран в почетные мировые судьи Купянского округа (Харьковской губернии), по месту нахождения своего родового имения, и в летнее время аккуратно посещал заседания купянского мирового съезда. С исполнением обязанностей этого звания связано воспоминание о последнем из огорчений, которыми богат конец жизни Зарудного. Сенат разослал 6 июня 1886 года циркуляр мировым съездам, в котором, ссылаясь на единичные случаи нерадения со стороны мировых судей (неназначение ни одного заседания в течение года и т. п.), предписывал съездам требовать от судей ежемесячных отчетов и пересылать их в Сенат.
Этот циркуляр унижал достоинство мирового института и не соответствовал закону; но из шести тысяч мировых судей протестовал только один Зарудный. Он вошёл в купянский мировой съезд с предложением приостановить приведением в исполнение указа и донести Сенату о его неудобствах согласно ст. 76 Основных Законов. Купянский мировой съезд принял предложение Зарудного. Однако Сенат (по соединённому присутствию 1-го и кассационного департамента), не рассматривая вопроса по существу, сделал купянскому съезду замечание, всю горечь которого должен был испытать незадолго до своей смерти Зарудный.
В 1869 году Зарудный издал сравнительно-юридическое исследование «Гражданское Уложение Италианского королевства и Русские гражданские законы», в 1870 году — «Торговое Уложение Италианского королевства и Русские Торговые законы».
В 1873 году он составил для первого съезда русских юристов реферат «О необходимости полного издания гражданских законов (1857 г.) и согласования их со всеми последующими узаконениями», что было выполнено только в 1888 году.
В 1879 году он издал перевод книги Беккариа «О преступлениях и наказаниях», с интересными примечаниями. В последние годы жизни Зарудный работал над переводом «Ада» Данте, который успел выпустить, с обширными комментариями, незадолго до смерти.
В 1886 году Зарудный был выбран Московским юридическим обществом в число своих почетных членов.
Сергей Иванович Зарудный умер 18 декабря 1887 года, на пути в Ниццу, где и был похоронен на кладбище Кокад.